# Vittaria minima
Vittaria minima là một loài dương xỉ trong họ Pteridaceae. Loài này được Baker Benedict mô tả khoa học đầu tiên năm 1911.